# قضاء حسبان
قضاء حسبان قضاء يقع في لواء ناعور، محافظة العاصمة في الأردن. ينتمي القضاء للواء ناعور الذي يضم 3 أقضية. يقدر عدد سكانه بـ 31141 نسمة حسب إحصاء 2015.

## الوصلات الخارجية
- دائرة الاحصاءات العامة